# BORN TO BE FREE (布袋寅泰の曲)
「BORN TO BE FREE」（ボーン・トゥ・ビー・フリー）は、布袋寅泰の22枚目のシングル。

## 解説
サウンドトラック・アルバム「新・仁義なき戦い/そしてその映画音楽」からのリカットシングル。2001年1月1日に、東芝EMIから発売された。
映画『新・仁義なき戦い』の主題歌に起用された。
カップリングは「BORN TO BE FREE」「LONELY★WILD」「命は燃やしつくすためのもの」のアンプラグド・バージョンが収録されている。

## 収録曲
| 全作詞・作曲・編曲: 布袋寅泰。 |                                            |          |            |      |
| #                              | タイトル                                   | 作詞     | 作曲・編曲 | 時間 |
| 1.                             | 「BORN TO BE FREE」                        | 布袋寅泰 | 布袋寅泰   | 5:26 |
| 2.                             | 「BORN TO BE FREE (UNPLUGGED)」            | 布袋寅泰 | 布袋寅泰   | 5:42 |
| 3.                             | 「LONELY★WILD (UNPLUGGED)」                | 布袋寅泰 | 布袋寅泰   | 5:49 |
| 4.                             | 「命は燃やしつくすためのもの (UNPLUGGED)」 | 布袋寅泰 | 布袋寅泰   | 4:56 |
| 5.                             | 「BORN TO BE FREE (inst.)」                | 布袋寅泰 | 布袋寅泰   | 5:24 |
| 合計時間:                      | 合計時間:                                  | 27:17    |            |      |

## 収録アルバム

### BORN TO BE FREE
- サウンドトラック『新・仁義なき戦い/そしてその映画音楽』 （2000年11月29日）
- ベストアルバム『51 Emotions -the best for the future-』 （2016年6月22日）